# Kevin Pina
Kevin Lenini Gonçalves Pereira de Pina (ur. 27 stycznia 1997 w Prai) – kabowerdeński piłkarz grający na pozycji pomocnika w klubie FK Krasnodar oraz reprezentacji Republiki Zielonego Przylądka. 
W swojej karierze grał także m.in. w UD Oliveirense oraz GD Chaves. W drużynie narodowej zadebiutował 25 marca 2022 przeciwko Liechtensteinowi. Pierwszą bramkę zdobył 10 września 2023 w meczu z Togo. Został powołany na Puchar Narodów Afryki 2023, gdzie zdobył gola z Mozambikiem.